# Renault Sport

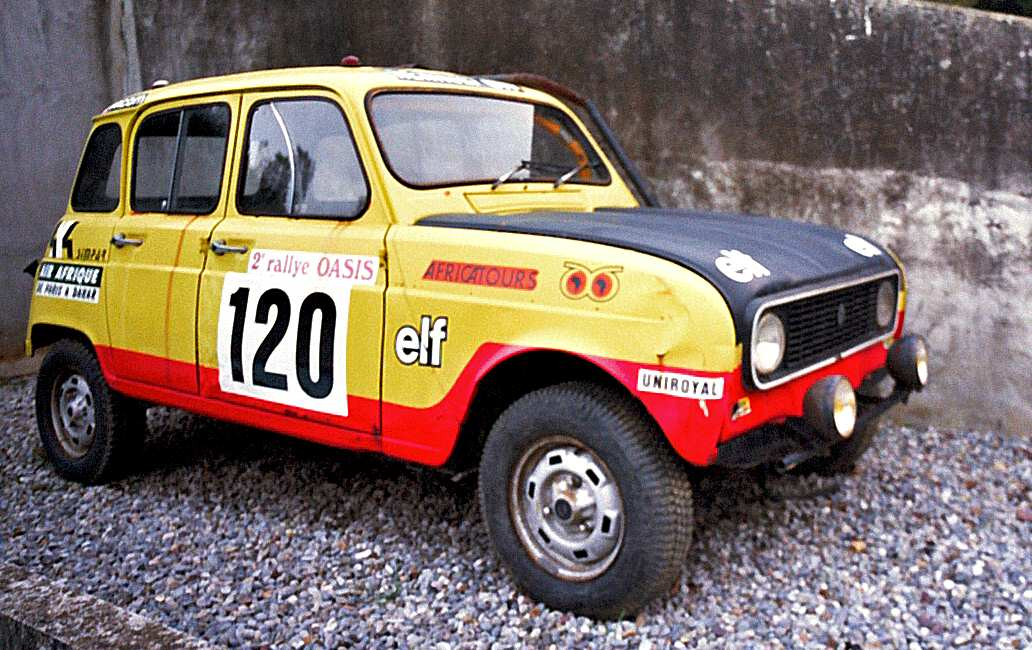

La Renault Sport è il reparto corse ufficiale della Renault.

## Campionato monomarca
Per diverso tempo la Renault Sport ha organizzato campionati monomarca impiegando versione speciali da competizione derivate dalla Clio e dalla Megane. Nel 2014 è stata invece introdotta la R.S. 01, vettura appositamente progettata per questo tipo di gare e non derivata da un modello stradale.

## Rally
Ha partecipato al campionato del mondo rally dal 1976 al 1991, vincendo sette gare.
Negli anni 2000, la Renault Sport torna ad impegnarsi nei rally con la Renault Clio, ma nelle categorie inferiori del mondiale WRC.

## Palmarès

### Campionato del mondo rally
- 2 Campionato europeo rally con Enrico Bertone (1999), Simon Jean-Joseph (2004)

### Rally raid e corse in salita
- 1 Rally Dakar con Claude Marreau (1982), su Renault 20